# Вітер з України
«Вітер з України» ─ поетична збірка українського поета Павла Тичини, яка вийшла друком у 1924 році у харківському державно-кооперативному видавництві «Червоний шлях». До книги увійшли вірші написані у 1920—1924 роках. Однойменний вірш цієї збірки було присвячено Миколі Хвильовому. Збірка «Вітер з України» завершує період найвищого творчого злету Павла Тичини.